# Puss in Boots
Puss in Boots (bra: Gato de Botas; prt: O Gato das Botas) é um filme de animação produzido pela DreamWorks Animation, foi lançado em 4 de novembro de 2011 e 9 de dezembro no Brasil. Estrelando as vozes de Antonio Banderas, Salma Hayek e Zach Galifianakis, pode ser visto em 3D e IMAX 3D.
Embora o personagem Gato de Botas tenha surgido em um conto de fadas europeu de 1697, o filme é uma prequela da franquia Shrek.
A trama centra-se no personagem Gato de Botas, antes do primeiro Shrek e mostra o felino em um plano de assalto ao lado de Humpty Dumpty e Kitty Pata-Mansa para roubar a famosa gansa das fábulas que bota ovos de ouro.
Foi seguido por Puss in Boots: The Last Wish, dirigido por Joel Crawford e lançado em 21 de dezembro de 2022.

## Enredo
Gato de Botas (Antonio Banderas) é um foragido da justiça de São Ricardo por roubar o banco da cidade em cumplicidade com o ovo Humpty Alexandre Dumpty (Zach Galifianakis), que foi preso. A partir daí ele vive fugindo, até que um dia resolve voltar a cidade para se redimir. Em um bar dois homens contam a ele que o casal de bandidos Jack e Jill haviam conseguido os famosos feijões mágicos da história.
O Gato então vai atrás de Jack e Jill para roubar os feijões, mas lá ele encontra outro gato com os mesmos objetivos: Kitty Pata-Mansa (Salma Hayek). Ele acaba descobrindo que ela trabalha para seu ex-amigo Humpty Dumpty.
Gato conta para Kitty porque não é mais amigo de Humpty, mas decide ouvir o que o ovo tem a dizer. O plano dele é plantar os feijões e no castelo do gigante roubar alguns ovos de ouro com os quais o gato poderia pagar sua dívida com a cidade de São Ricardo. Então os três partem juntos para uma aventura de roubar os feijões do casal de bandidos, plantá-los e pegar os ovos. Porém eles são muito pesados, o que os leva a decidir levar a Gansa que bota os ovos, mas que na verdade era o filhote da verdadeira Gansa Dourada.
Voltando ao chão Humpty trai o Gato, e quando ele chega a cidade é preso. Na prisão Gato conhece João (o da história João e o Pé de Feijão) que conta pra ele que em breve a mãe gansa viria em busca do seu filhote. Ele então foge, com a ajuda de Kitty, para poder salvar a cidade.
A mãe da Gansa então vai até São Ricardo, e Gato consegue convencer Humpty de ajuda-lo a salvar a cidade. Eles conseguem salvar a cidade e devolver o filhote para a mãe, mas Humpty acaba caindo da ponte e se quebrando. Descobre-se então que Humpty Dumpty na verdade era um ovo de ouro por dentro da casca branca, motivo pelo qual nunca se encaixava em nenhum lugar. No final Gato consegue se redimir e vira herói da cidade, partindo em busca de novas aventuras para se tornar uma lenda.

## Elenco

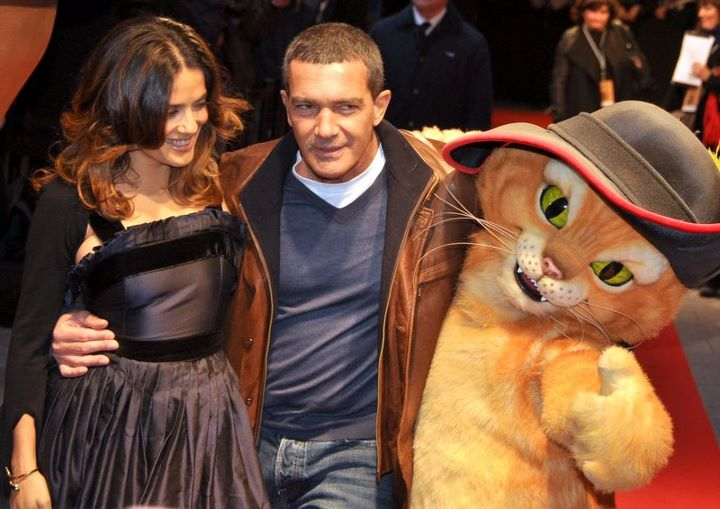
Salma Hayek e Antonio Banderas na estreia do filme em Paris.

- Antonio Banderas como Gato de Botas, fugitivo da lei e um herói de San Ricardo.
- Salma Hayek como Kitty Patamansa, uma gata ágil e sedutora que é experiente nas ruas e que é a contraparte feminina de Gato, seu interesse amoroso.
- Zach Galifianakis como Humpty Dumpty (Humpty Alexandre Dumpty), irmão adotivo do Gato e mentor no plano de recuperar os Ovos de Ouro.
- Billy Bob Thornton e Amy Sedaris como Jack e Jill, um casal de assassinos foras-da-lei.
- Constance Marie como Imelda, dona do orfanato de San Ricardo e mãe adotiva do Gato
- Guillermo del Toro como Comandante, chefe da guarda da San Ricardo
- Walt Dohrn como Narrador
- Mike Mitchell como João do Pé de Feijão
- Zeus Mendoza como Rancheiro

## Recepção
No site agregador de críticas Rotten Tomatoes, 84% das 142 avaliações dos críticos são positivas. O consenso diz: “Não é profundo ou inovador, mas o que falta em profundidade (...) mais do que compensa com uma abundância de inteligência, brilho visual e charme efervescente."